# レベニュー・シェアリング
レベニュー・シェアリング(Revenue sharing) は、アメリカ合衆国のプロアメリカンフットボールリーグであるNFLにおいて、リーグの利益を分配する制度である。NFL所属チームの運営の根幹となるシステムで、これによりフランチャイズの所在する都市の規模(潜在的なファンの数)に左右されないチーム運営が可能となっている。
NFLでは以下の収益をリーグ全体でプールし、リーグに所属する全チームに均等に分配している。収益を公開している唯一のチームであるグリーンベイ・パッカーズによれば、2015年のリーグからの分配金は2億2600万ドルとなり、全収入に占める分配金の割合は約60%である。他チームも同額の分配金を受け取るが、収支の詳細は明らかではない。
- テレビ放映権料
レギュラーシーズンおよびポストシーズン全試合の放映権料は、全てリーグ全体の売上げとしてプールされる。プレシーズンゲームのうち、全国放送されない試合の放映権だけは各チームが販売する。
- 入場料収入
各試合における全座席の入場料収入の40パーセントが全体の売上げとしてプールされる[1]。残りの60パーセントは、ホームチームの収入となる。[2]。
- グッズ売上げ
NFLおよび各チームの販売するグッズの版権料収入は全てリーグ全体の売上げとしてプールされる。
- スポンサー収入
NFL全体と契約するスポンサーからの収入は全てリーグ全体の売上げとしてプールされる[3]。命名権など、各チームが契約するスポンサーからの収入は全てチームの収入となる。

ホームチームは入場料収入の60%、ローカルスポンサー収入、そして駐車料金や売店の収入などをスタジアムと分割して得る。

## 参考リンク
- “NFL JAPAN.COM 観戦ガイド レベニューシェアリング”.   NFL JAPAN.COM. 2015年1月25日閲覧。